# Hugo z Rouenu
Hugo z Rouenu (kolem 690 – 9. dubna 730 klášter Jumièges) je francouzský světec. Jeho svátek se slaví 9. dubna.

## Životopis
Narodil se jako druhý syn vévody Drogona, nejstaršího syna Pipina II. a prapravnuka Arnulfa z Met. Svůj majetek věnoval klášterům Saint-Wandrille a Jumièges, do něhož se v roce 718 uchýlil a byl vysvěcen knězem. Když se v roce 722 uvolnilo místo biskupa v Rouenu, byl Hugo jmenován do čela tamní diecéze. V roce 723 se stal zároveň opatem kláštera Saint-Wandrille a následující rok i biskupem v Paříži a v Bayeux. Ke konci svého života se uchýlil do kláštera v Jumièges, kde působil jako opat. Zemřel zde 9. dubna 730, pohřben byl v kostele Notre-Dame.